# Рыбные палочки
Рыбные палочки — замороженное рыбное кулинарное изделие в форме вытянутых брусочков, приготовляемое из брикетов замороженного рыбного филе, обычно трески, в панировке. Рыбные палочки впервые появились в Великобритании в 1955 году и пользуются большой популярностью в Европе как одно из немногих рыбных блюд, которые охотно едят дети. По данным издания Die Welt, среднестатистический немец съедает по 23 рыбных палочки в год.
При температуре брикетов в −8°C филе распиливают на палочки. Не оттаивая, их покрывают слоем жидкого теста и просеянными сухарями и незамедлительно обжаривают в растительном масле в течение одной или полутора минут. После охлаждения обжаренные рыбные палочки упаковывают и замораживают до температуры −18°C. В розничную торговлю рыбные палочки поступают как продукт глубокой заморозки. Рыбные палочки разогревают и доводят до готовности во фритюрнице, на сковороде или в духовом шкафу. В сравнении с обычным жареным филе трески рыбные палочки содержат в два раза больше калорий.